# Parc d'État de Sand Hollow
Le parc d'État de Sand Hollow (en anglais Sand Hollow State Park) est un parc d'État américain situé dans l'Utah, autour du réservoir d'eau de Sand Hollow. Les activités principales sont la plaisance, la pêche, le vélo tout terrain et le quad.

## Géographie
Il est situé à l'extrémité sud-ouest de l'Utah près de l'Arizona et du Nevada. Les villes proches sont St George à 24 km à l'est, Huricane à 15 km au nord-est, Las Vegas à 215 km au sud-ouest et Salt Lake City à 484 km au nord-est.
À proximité se trouve le parc d'État de Quail Creek (6 km au nord) et les parcs nationaux de Bryce Canyon (196 km au nord-est) et Zion (55 km à l'est).

## Histoire
Le parc est créé le 18 avril 2003.

## Faune et flore
Le lac artificiel contient 2 espèces de poissons : des crapets arlequins et des bars blancs.

## Géologie
De nombreuses formations de grès rouge sont observables ainsi que des dunes.

## Informations touristiques
Le parc est accessible depuis la sortie Hurricane de l'interstate 15 en suivant l'Utah State Route 9 sur 6 km puis en prenant à droite Turf Sod Road sur 5 km.
Les droits d'entrée sont de 7$ pour une voiture.
La pêche de loisir y est autorisée.